# كابالبيو
كابالبيو، (بالإنجليزية: Capalbio)‏، هي (بلدية) في مقاطعة غروسيتو في منطقة توسكانا بإيطاليا، وتقع على بعد حوالي 150 كم (93 ميل) جنوب فلورنسا وحوالي 45 كم (28 ميل) جنوب شرق غروسيتو. يحد كابالبيو من البلديات التالية: مانشانو ، مونتالتو دي كاسترو ، أوربيتيلو.

## السكان
في سنة 1861 بلغ عدد السكان 321 نسمة، وتطور العدد ليصل في سنة 2011 لـ 4٬066 نسمة.
يظهر هذا المخطط البياني تطور النمو السكاني لـ كابالبيو

## توأمة
لكابالبيو اتفاقيات توأمة مع:
- أورتوكيو